# Greenfield, Ohio
Greenfield là một thành phố thuộc quận Highland, tiểu bang Ohio, Hoa Kỳ. Năm 2010, dân số của thành phố này là 4639 người.

## Dân số
- Dân số năm 2000: 4906 người.
- Dân số năm 2010: 4639 người.